# Гравитационная биология

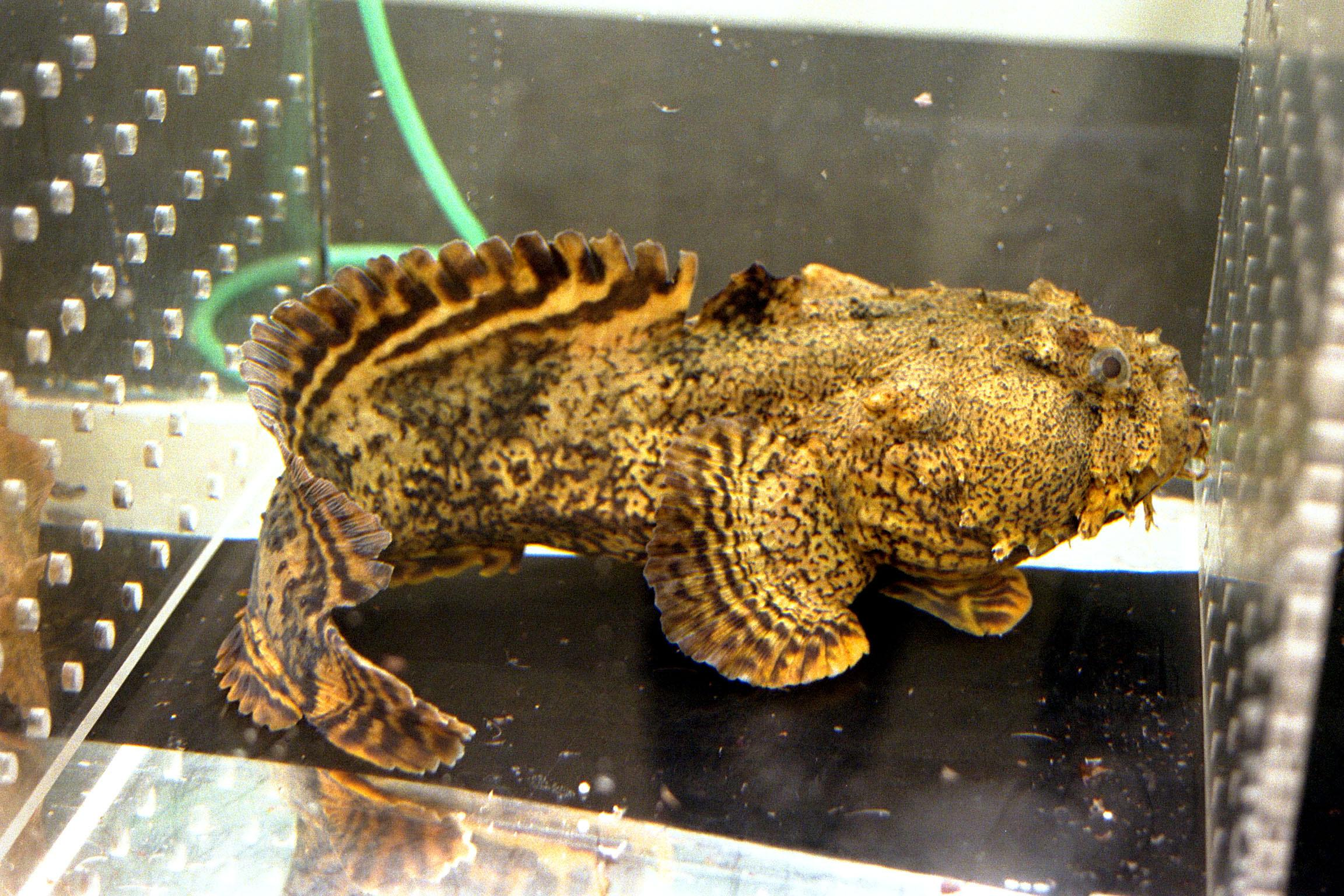
Рыба Opsanus tau это отличная модель, которую использует гравитационная и космическая биология для изучения эффекта микрогравитации на нервную систему.

Гравитационная биология — это научная дисциплина, которая изучает влияние гравитации на живые организмы. На протяжении всей истории жизни на Земле организмы эволюционировали под воздействием переменных факторов, таких как изменения в климате и среде обитания. Но гравитация, в отличие от климата и среды обитания, является постоянно действующим на Земле, неизменным по своим характеристикам (направленность и интенсивность), фактором. Гравитация, тем не менее, вносит свой вклад в эволюцию всех живых организмов точно так же, как и изменяющиеся во времени факторы. Эволюционное развитие живых организмов происходило в условиях постоянной борьбы с гравитацией, что привело к появлению компенсаторных механизмов (например развитие скелета у животных и механических тканей у растений), прекрасно выполняющих свои функции в земных условиях. Очевидно, что отсутствие или резкое снижение гравитации (микрогравитация), как и её повышение по сравнению с земным уровнем (гипергравитация) оказывает глубокое влияние на большинство земных живых организмов.
Учёные, которые изучают влияние гравитации на живые организмы и их жизнь, называются гравитационными биологами. Гравитационные биологи стремятся способствовать обмену идей с различными группами учёных и инженеров, что позволяет разрабатывать новые прикладные и фундаментальные методы биологических исследований в гравитационной науке, как на Земле, так и в космосе.

## Задачи гравитационной биологии
Гравитация - одно из четырёх фундаментальных взаимодействий, которые действуют в природе. Гравитация представляет собой силу притяжения между материальными телами всех размеров - от атомов в телах людей до звёзд во Вселенной. Гравитация Земли - это сила, с которой планета Земля притягивает и удерживает все материальные объекты на своей поверхности. Все материальные объекты обладают собственным гравитационным притяжением, пропорциональным массам этих объектов, поэтому сила притяжения малых объектов гораздо меньше, чем гравитационная сила Земли,которая действует на расстоянии 80 000 километров от Земли. Сила гравитации на поверхности Земли постоянна в величине и направлении: -{g}- = 9,81 -{m/s2}-.
Существует множество вопросов, связанных с действием силы гравитации Земли на живые организмы. Гравитационная биология изучает, в частности, следующие вопросы:
- Как различные виды живых организмов реагируют на микрогравитацию и повышенную гравитацию (перегрузки)?
- Будет ли микрогравитация иметь долговременные последствия на протяжении нескольких поколений?
- Как космическая микрогравитационная среда влияет на поведение, продолжительность жизни и старение организмов?

С началом эры космических полётов человечество столкнулось с необходимостью обеспечения нормальной жизнедеятельности и эффективности работы человека в условиях невесомости. Помимо практических задач, связанных с решением этой проблемы, гравитационная биология решает ряд фундаментальных вопросов в области физиологии человека, животных и растений, клеточного сигналлинга и клеточной дифференцировки и эмбриологии. В большинстве случаев невесомость оказывает негативные эффекты на развитие и функционирование многоклеточных живых организмов, однако было обнаружено и позитивное влияние невесомости на живые существа.

## Животные в борьбе с гравитацией
Гравитация оказывает влияние на развитие жизни животных с момента появления первого одноклеточного организма. Размер отдельных биологических клеток обратно пропорционален интенсивности гравитационного поля, действующего на клетку. В условиях гипергравитации размер клеток будет меньше, чем в условиях гравитационного поля Земли, а в условиях невесомости клетки будут достигать более крупных размеров. Таким образом, гравитация является ограничивающим фактором роста отдельных клеток.
Тем не менее, клетки способны частично преодолевать ограничения, накладываемые гравитацией, за счёт некоторых внутриклеточных структур, в частности, цитоскелета, позволяющего клеткам поддерживать форму в условиях земной силы тяжести. В качестве адаптации клеток к земной силе тяжести можно также рассматривать движение протоплазмы, длинные и тонкие формы клеток, повышенную вязкость цитоплазмы и значительное снижение удельного веса компонентов клеток.
В настоящее время, в связи с необходимостью подготовки к долговременным межпланетным космическим полётам, исследуется влияние невесомости на костно-мышечную, сердечно-сосудистую, лимфатическую и иммунную системы позвоночных животных и человека.

## Важность изучения невесомости
Исследование развития и роста клеток, растений и животных в отсутствие гравитации имеет большое значение для понимания того, как гравитация влияет на жизнедеятельность, рост и развитие живых существ на Земле. Нахождение в невесомости растений, животных и людей уже через несколько дней приводит к появлению структурных и функциональных изменений. Многочисленные эксперименты показали, что пребывание в космосе влечёт за собой изменения в клеточном обмене веществ, функциях иммунных клеток, клеточном делении и т.д: к примеру, после нескольких дней пребывания в условиях микрогравитации некоторые клетки-предшественники иммунной системы человека переставали дифференцироваться в зрелые клетки. Однако учёные полагают, что изменения дифференцировки клеток могут быть связаны не с воздействием микрогравитации, а со стрессом, связанным с космическим полётом. Стресс может изменить метаболическую активность и нарушить протекание биохимических реакций в организме.
„Например, микрогравитация препятствует развитию костных клеток. Костные клетки погибают, если они не связаны между собой или с внеклеточным матриксом. В невесомости оказывается меньше давления на костные клетки, поэтому они имеют меньше межклеточных контактов и чаще погибают. Эти факты позволяют предположить, что гравитация может направлять развитие этих клеток.“

## Культивирование клеток в космосе

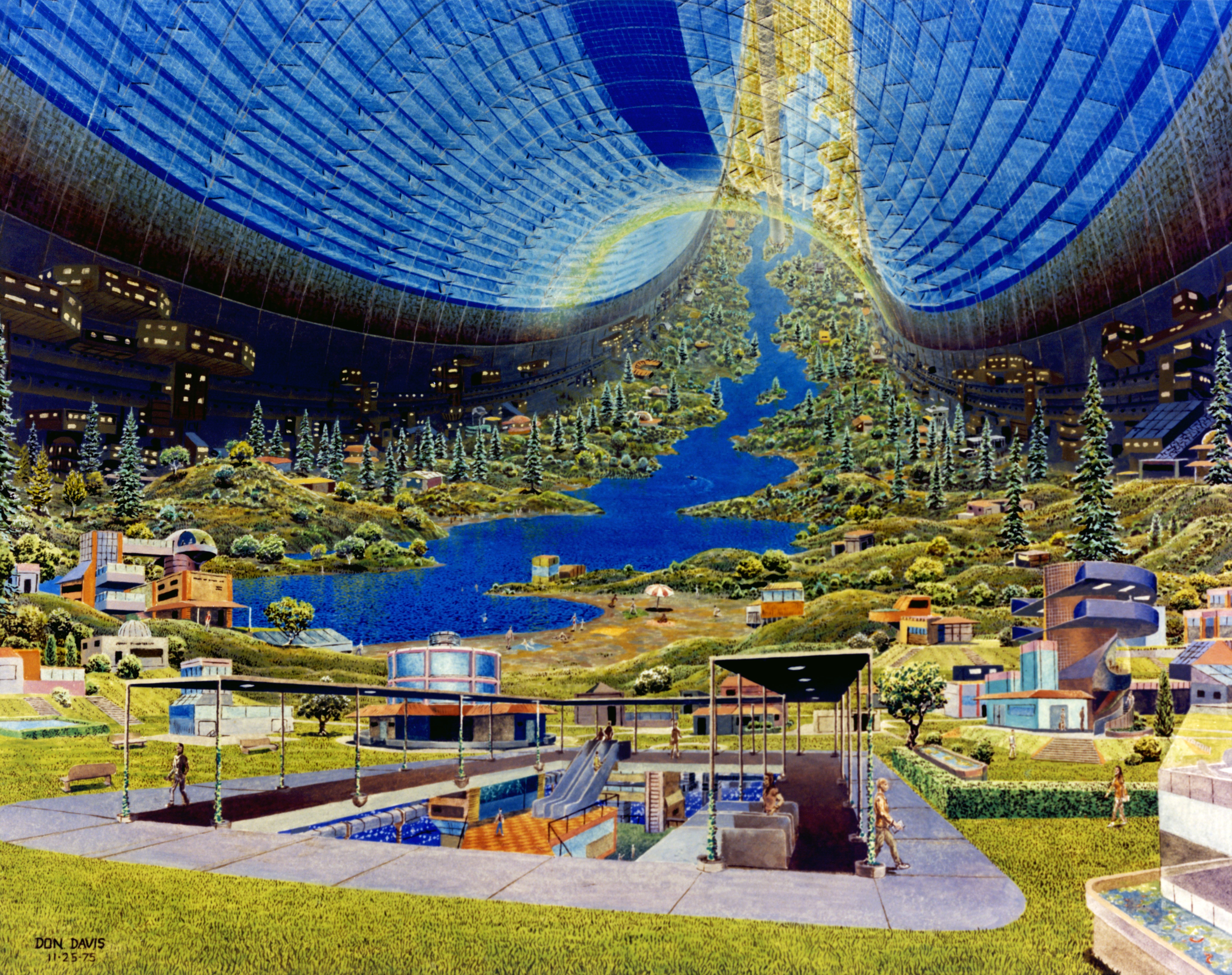
Представления художника о космической колонии будущего. Дон Дэвис (1976)

Ещё одна область, которой занимается гравитационная биология, - культивирование клеток в космосе, где в микрогравитационной среде создают определённые условия и преимущества для роста тканей. В лабораториях на Земле клетки выращивают в чашках Петри. Но в живом организме клетки образуют ткани совершенно разных характеристик. Они растут в виде трёхмерных слоёв ткани, состоящей из специализированных и дифференцированных клеток. Поскольку клетки выращивают в чашках Петри или в пробирке, условия не позволяют дифференцироваться различным типам клеток, составляющим ткань, и они, по существу, бесполезны в биомедицинских целях, таких как трансплантация ткани. С целью моделирования физиологически релевантного клеточного микроокружения используют различные способы культивирования клеток, например динамическое культивирование.
Тем не менее, учёные обнаружили, что, если клетки растут без влияния гравитации Земли, они образуют структуру, которая больше напоминает естественные структуры ткани в организме. Эксперименты показали, что микрогравитация больше подходит для культуры клеток и роста тканей, чем земные условия, что может иметь большое значение для биомедицинских технологий.

## Влияние гравитации на рост растений
Гравитация играет важнейшую роль в росте растений, поскольку растения обладают свойством гравитропизма: способностью расти в определенном направлении в зависимости от направления силы тяжести. Положительным гравитропизмом обычно обладают корни растений, растущие в направлении к центру Земли, в то время как зелёные побеги растений обладают отрицательным гравитропизмом и растут в направлении, обратном вектору силы тяжести.
Как растения чувствуют гравитацию? Они способны к этому за счет секреции гормонов. Одними из таких гормонов являются ауксины, обеспечивающие рост и удлинение клеток корня. Ауксины синтезируются в той или иной наземной части растения, откуда они мигрируют вниз к корням, накапливаются под действием гравитации и стимулируют рост клеток корня. Гормоны также ответственны за рост побегов растений в противоположном направлении по отношению к гравитации.
В космическом пространстве в условиях микрогравитации химические сигналы, которые обычно активированы под действием силы гравитации, отсутствуют, или, по крайней мере, не способны обеспечить гравитропизм. Массовое выращивание растений в космосе показало необычные ответы на эффекты невесомости. В корнях некоторых растительных клеток наблюдалось наличие изменений в хромосомах. Также интересно, что у некоторых растений корни в космосе растут значительно быстрее, чем у тех же растений на Земле.
Ученые все еще не могут в полной мере объяснить причины такого поведения растений, поэтому в настоящее время проводятся многочисленные исследования. Фундаментальное понимание процессов того, как растения растут и размножаются в космосе, имеет важное значение для будущего успеха межпланетных космических полетов, в которых полученный в космосе урожай будет основным (и, возможно, единственным) источником пищи для экипажа космического корабля.

## Внешние ссылки
- Fundamental space biology Accomplishments Report 2000-2002